# Esparron (Haute-Garonne)
Esparron ist eine französische Gemeinde mit 42 Einwohnern (Stand 1. Januar 2022) im Département Haute-Garonne in der Region Okzitanien (zuvor Midi-Pyrénées). Sie gehört zum Arrondissement Saint-Gaudens und zum Kanton Cazères.
Nachbargemeinden sind Castéra-Vignoles im Nordwesten, Lilhac im Norden, Saint-André im Osten, Cassagnabère-Tournas im Süden und Escanecrabe im Westen.

## Bevölkerungsentwicklung
| Jahr                      | 1962 | 1968 | 1975 | 1982 | 1990 | 1999 | 2008 | 2015 | 2019 |
| ------------------------- | ---- | ---- | ---- | ---- | ---- | ---- | ---- | ---- | ---- |
| Einwohner                 | 101  | 95   | 71   | 55   | 46   | 36   | 51   | 59   | 47   |
| Quelle: Cassini und INSEE |      |      |      |      |      |      |      |      |      |

## Sehenswürdigkeiten
- Kirche Notre-Dame